# Bertha Benz
Bertha Benz, nacida como Bertha Ringer, (Pforzheim, Confederación Germánica, 3 de mayo de 1849-Ladenburg, Alemania Nazi, 5 de mayo de 1944) fue una pionera de la automoción alemana e inventora de la pastilla de freno para automóviles. Era la dueña de la fábrica de automóviles fundada por Carl Benz, ya que fue creada gracias a su herencia. En agosto de 1888 se convirtió en la primera persona en conducir un automóvil a una larga distancia. Al hacerlo, catapultó el invento del automóvil a la fama mundial, con lo que consiguió para la compañía de ella y su esposo las primeras ventas del vehículo.

## Biografía

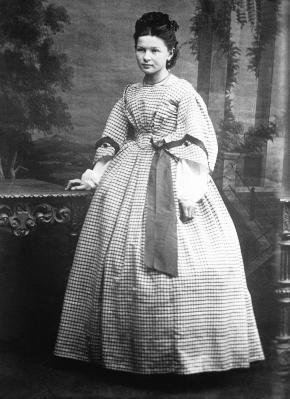
Bertha Benz, a los 18 años.

### Primeros años y matrimonio
Bertha Ringer nació en 1849 en el seno de una familia adinerada de Pforzheim, Gran Ducado de Baden.
Dos años antes de su matrimonio con Carl Benz, usó parte de su patrimonio para invertir en una compañía constructora de hierro. Al ser una mujer soltera fue capaz de hacerlo, pero después de que contrajera matrimonio con Benz el 20 de julio de 1872, de acuerdo con la legislación alemana de la época, Bertha perdió su poder legal para actuar como una inversora. Cuando su esposo se trasladó a una nueva empresa de fabricación, Benz & Cie, él continuó utilizando el patrimonio de Bertha como apoyo financiero. Terminó su proyecto de su primer carruaje sin caballos en diciembre de 1885. A pesar de que su esposa financiara el proceso de desarrollo y mantuviera los derechos de patente en virtud del derecho moderno, como una mujer casada no se le permitió solicitar la patente. Su coche de tres ruedas estaba propulsado por un único cilindro de 2.5 caballos de fuerza de combustión interna utilizando un motor de cuatro tiempos y podía alcanzar una velocidad máxima de 40 kilómetros por hora (25 millas por hora).
Juntos tuvieron cinco hijos: Eugene (1873), Richard (1874), Clara (1877), Thilde (1882), y Ellen (1890).

### Primer viaje en automóvil a través del país

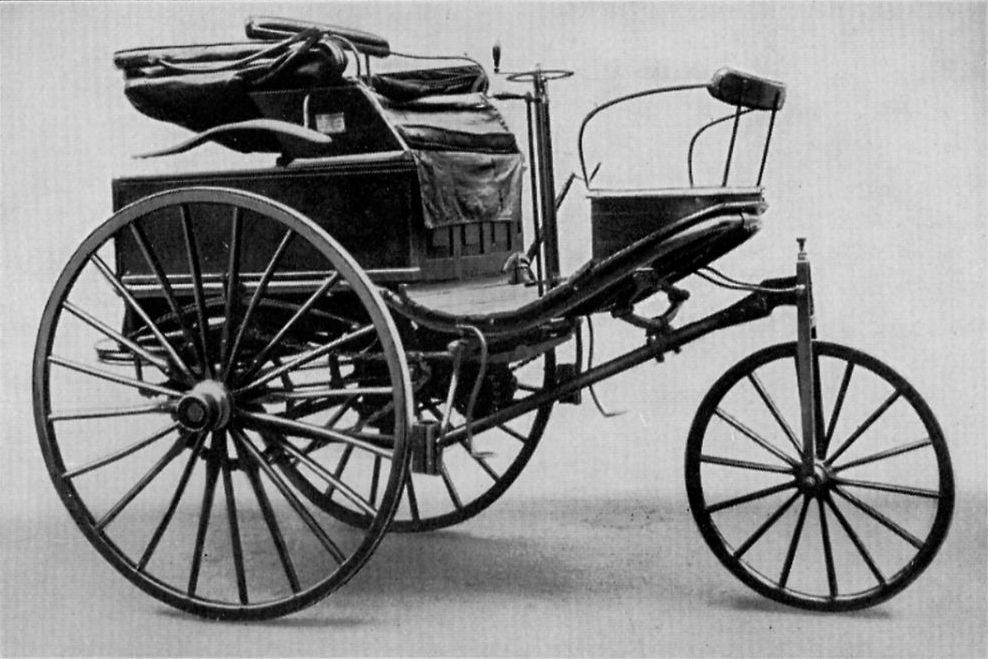
Benz Patent-Motorwagen Número 3 de 1886, utilizado por Bertha Benz para el primer viaje motorizado de larga distancia de 106 kilómetros.

En agosto de 1888, sin saberlo su marido y sin permiso de las autoridades, Benz condujo con sus hijos Richard y Eugen de trece y quince años respectivamente, en el nuevo Benz Patent-Motorwagen desde Mannheim hasta Pforzheim, convirtiéndose en la primera persona en conducir un automóvil una distancia considerable. Los viajes motorizados anteriores a este consistían en circuitos sumamente cortos, recorridos que regresaban al punto de partida y con la ayuda de asistentes mecánicos. Utilizando las calles destinadas a los carruajes, Bertha Benz recorrió una distancia de ida de unos 106 kilómetros aproximadamente (66 millas).
Aunque el aparente propósito del viaje era visitar a su madre, Bertha tenía otros motivos: demostrarle a su marido, que había dejado de considerar la comercialización de su invención, que el automóvil en el cual ambos habían invertido, se convertiría en un éxito financiero una vez que se demostrara lo útil que podría ser para el público en general y para darle también a su esposo la confianza de que sus invenciones tenían un futuro prometedor.
Ella y sus hijos partieron de Mannheim al amanecer, resolviendo numerosos problemas durante el viaje. Sin tanque de gasolina y con solo un suministro de 4,5 litros en el carburador, tenía que encontrar ligroína, el disolvente de petróleo necesario para que el automóvil funcionara. Esa mezcla líquida solo estaba disponible en boticas, por lo que se detuvo en una farmacia de la ciudad de Wiesloch para comprar el combustible. El automóvil empleaba un sistema de termosifón para enfriar el motor, por lo que el suministro de agua fue una gran preocupación a lo largo del viaje, para solventar ese problema, Bertha y sus hijos añadieron agua de cada fuente que encontraban. Usó una pinza para el pelo para reparar el sistema de ignición y también una de sus ligas para recubrir un cable eléctrico pelado. Posteriormente necesitó la ayuda de un herrero para reparar una cadena de transmisión. Utilizó un alfiler de su sombrero, largo y recto, para limpiar una tubería de combustible, que se había bloqueado. En las pendientes que tenían que atravesar, comprobaron que las dos velocidades y la escasa potencia del motor no eran suficientes para subirlas, por lo que Richard y Eugen tuvieron que apearse y empujar el vehículo. Bertha llegó a Pforzheim un poco después del crepúsculo y le notificó a su marido por telegrama sobre su exitoso recorrido. Ella condujo de regreso a Mannheim varios días después.
En el camino varias personas se asustaron por el automóvil y los relatos del viaje recibieron una gran cantidad de publicidad, tal como lo había querido ella. El viaje fue un acontecimiento clave en el desarrollo técnico del automóvil. La pareja pionera introdujo varias mejoras después de las experiencias de Bertha y sus hijos. Ella Informó de todo lo que les había sucedido en el camino e hizo importantes sugerencias, tales como la introducción de un engranaje adicional para subir colinas y forros de cuero para mejorar la potencia del freno. Su viaje le probó a la naciente industria automotriz que los paseos de prueba eran esenciales para el progreso del negocio.

## Reconocimientos

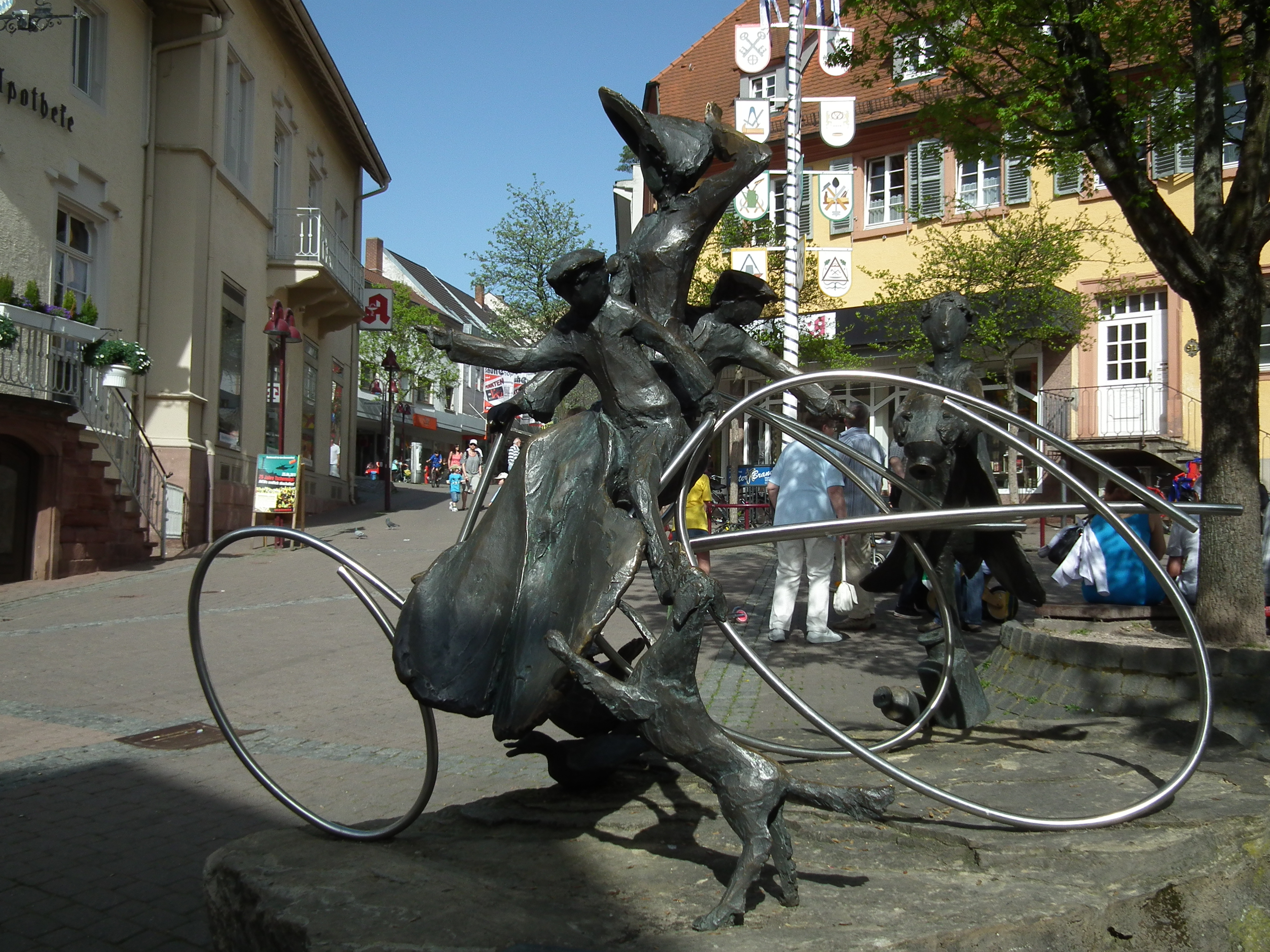
Monumento a Bertha Benz en Wiesloch, lugar donde hizo una parada para comprar combustible en la farmacia de la ciudad. Actualmente es denominada como «la primera estación de servicio del mundo».

En 2008, el Bertha Benz Memorial Route fue aprobada oficialmente como una ruta para el patrimonio industrial de la humanidad. Esta sigue el camino que Bertha Benz realizó durante el primer viaje de larga distancia del mundo descrito previamente. Es posible revivir los 194 kilómetros a partir del seguimiento de las señales que indican la ruta desde Mannheim (vía Heidelberg) hasta Pforzheim (atravesando la Selva Negra) y su correspondiente trayecto de regreso.
En 2011, se celebró el primer Bertha Benz Challenge (Desafío Bertha Benz) en dicha ruta, para automóviles con nuevas tecnologías en desarrollo (híbridos, eléctricos, de hidrógeno) y con el lema «movilidad sostenible en la vía para automóviles más antigua del mundo». También en 2011 su historia quedó plasmada en una película.